# Super Bowl XXIX
Der Super Bowl XXIX war der 29. Super Bowl, das Endspiel der Saison 1994 der National Football League (NFL). Am 29. Januar 1995 gewannen die San Francisco 49ers zum fünften Mal, nach den Siegen im Super Bowl XVI, Super Bowl XIX, Super Bowl XXIII und Super Bowl XXIV, die Vince Lombardi Trophy. Für die San Diego Chargers war die 26:49-Niederlage die erste Teilnahme. Mit insgesamt 75 Punkten ist der Super Bowl XXIX der punktreichste Super Bowl. Zum Super Bowl MVP wurde der Quarterback der 49ers, Steve Young, gewählt.

## Super-Bowl-XXIX-Hintergründe
Die 49ers konnten die Saison mit einer Bilanz von 13-3 als bestes Team der  NFC für die Playoffs qualifizieren. Angeführt vom Quarterback Steve Young erreichten die 49ers nach Siegen gegen die Chicago Bears und die Dallas Cowboys den Super Bowl.  Mit einer Bilanz von 11-5 qualifizierten sich die Chargers als zweitbestes Team der  AFC für die Playoffs. Nach einem Heimsieg gegen die Cleveland Browns konnten sich die Chargers auch auswärts bei den Pittsburgh Steelers durchsetzen.

## Scoring
- 1st Quarter
- SF - TD: Jerry Rice 44 Yard Pass von Steve Young (Doug Brien Kick) SF 7:0
- SF - TD: Ricky Watters 51 Yard Pass von Steve Young (Doug Brien Kick) SF 14:0
- SD - TD: Natrone Means 1 Yard Lauf (John Carney Kick) SF 14:7
- 2nd Quarter
- SF - TD: William Floyd 5 Yard Pass von Steve Young (Doug Brien Kick) SF 21:7
- SF - TD: Ricky Watters 8 Yard Pass von Steve Young (Doug Brien Kick) SF 28:7
- SD - FG: John Carney 31 Yards SF 28:10
- 3rd Quarter
- SF - TD: Ricky Watters 9 Yard Lauf (Doug Brien Kick) SF 35:10
- SF - TD: Jerry Rice 15 Yard Pass von Steve Young (Doug Brien Kick) SF 42:10
- SD - TD: Andre Coleman 98 Yard Kickoff Return (2-Pt Conv: Mark Seay Pass von Stan Humphries) SF 42:18
- 4th Quarter
- SF - TD: Jerry Rice 7 Yard Pass von Steve Young (Doug Brien Kick) SF 49:18
- SD - TD: Tony Martin 30 Yard Pass von Stan Humphries (2-Pt Conv: Alfred Pupunu Pass von Stan Humphries) SF 49:26

## Spielverlauf

### Erste Halbzeit
Die 49ers konnten schnell mit 14 Punkten in Führung gehen. Die Chargers konnten noch im ersten Viertel einen 78 Yard Drive, der mehr als sieben Minuten dauerte mit einem Touchdown abschließen. Bis zur Halbzeit gelangen Steve Young noch zwei weitere Touchdownpässe. Die 49ers konnten mit einer deutlichen Führung in die Pause gehen. 

### Zweite Halbzeit
In der zweiten Halbzeit konnten die 49ers noch drei weitere Touchdowns erzielen. Steve Young konnte mit 6 Touchdownpässen in einem Super Bowl einen neuen Rekord aufstellen. Die Chargers konnten lediglich zwei weitere Touchdowns erzielen. Trotz der deutlichen Niederlage konnten aber auch die Chargers Geschichte schreiben. Ihnen gelangen die ersten zwei erfolgreichen  Two-Point Conversions in einem Super Bowl.